# Batumis historia
Batumis historia är olösligt förbunden med Adzjariens historia. Batumi (georgiska: ბათუმი) är huvudstad i Adzjarien, en autonom republik som ligger vid den östra kusten av Svarta havet i sydvästra Georgien.
Batumi grundades på den plats där hellenistiska kolonin Bathys. Staden var en liten men befäst stad i det medeltida Konungariket Georgien. På 1600-talet erövrades Batumi av osmaner som senare avstod sin kontroll över staden till ryska imperiet 1878. Det var under ryska tiden som Batumi blev en viktig hamnstad. Efter successiva osmanska och brittisk ockupationer i slutet av första världskriget, blev till slut Batumi och regionen en del av Demokratiska republiken Georgien 1920. Efter Sovjetiseringen i Georgien 1921 fick Adzjarien statusen autonom republik och Batumi blev dess huvudstad. Tillsammans med Poti är Batumi en av Georgiens viktigaste hamnar. Det är också ett viktigt kulturellt och politiskt centrum.

## Tidig historia
Batumi tros vara placerad på platsen för en av de hellenistiska kolonierna på kusten av Kolchis. Dess omnejd kallades av grekerna för Bathus Limen eller Bathys Limen (dvs "djup hamn", en korrekt beskrivning eftersom Batumi ligger över en klyfta) och därav det moderna namnet.